# Pazigrafie
Pazigrafie je mezinárodně uznávané znakové písmo, jemuž může porozumět příslušník téměř kteréhokoliv jazyka. Často se to daří zejména v odborných kruzích. Skládá se ze znaků - symbolů, které přijaly různé národy. Pojmenování pochází z řeckého pasi - všem. V minulosti se touto myšlenkou zabývali mimo jiných také Gottfried Wilhelm Leibniz a Alexander von Humboldt.
Jedná se například o arabské číslice a matematické zápisy (značky a vzorce), interpunkční znaky, hudební noty nebo geografické, fyzikální, chemické, technické a schematické či dopravní značky. V posledních letech se velmi rozšířily znaky tvořené kombinací znaků latinky a interpunkce, které napodobují a symbolizují grimasy obličeje, zvané smajlíky. Lze k nim řadit i jiné, mezinárodně užívané znaky, např. symboly pro zostuzení (prase) nebo sexuální symboly, typické pro výtržnické kresby na stěnách.

## Podobné snahy o sjednocení
Těmto snahám o všelidské sjednocení symbolů pro společné významy je blízké úsilí o sjednocení naopak hláskových písem pro zápis zvukové podoby všech jazyků, které vyústilo na konci 19. století do Mezinárodní fonetické abecedy IPA, nyní již (po mnoha revizích) všeobecně uznávané a rozšířené po celém světě, zejména pro odborné fonetické texty.
Jinou podobnou sjednocovací snahou jsou pokusy o vytvoření univerzálního a jednoduchého, ale zároveň plnohodnotného, jazyka, např. Esperanto a Ido.